# Bataille de Pfaffenhoffen (1633)
Guerre de Trente-Ans
La Bataille de Pfaffenhoffen est une bataille survenue au cours de la Guerre de Trente-Ans, près de Pfaffenhoffen, en Alsace. Elle se déroula le 1er août 1633, et opposa les troupes catholiques Lorraines aux troupes protestantes Suédoises.

## Contexte
Après leur entrée en Guerre en 1630, les Suédois entrent en Alsace par Kehl. Strasbourg, ville protestante pourtant neutre jusque-là, propose son aide militaire à la Suède. Après avoir pris Erstein, Rosheim, Obernai, Benfeld, Sélestat et Colmar, les Suédois s’étaient rendus maîtres de Haguenau à l’automne 1632. Le 16 janvier 1633, le Comte de Salm, à la tête de 1 200 mousquetaires venus de Saverne, reprit Haguenau. La garnison suédoise est massacrée par les habitants de la ville. Le 2 juillet, les Suédois, soutenus par des soldats Strasbourgeois, mettent à nouveau le siège devant Haguenau. Le Duc de Lorraine Charles IV envoie à nouveau le Comte de Salm pour libérer la ville. Il se met en route le 21 juillet et arrive devant Pfaffenhoffen 10 jours plus tard. Le village est défendu par une garnison Suédoise de seulement 30 hommes, commandée par le capitaine Hanovrien Wolfgang Zeller. Ces derniers sont cependant soutenus par 200 villageois.

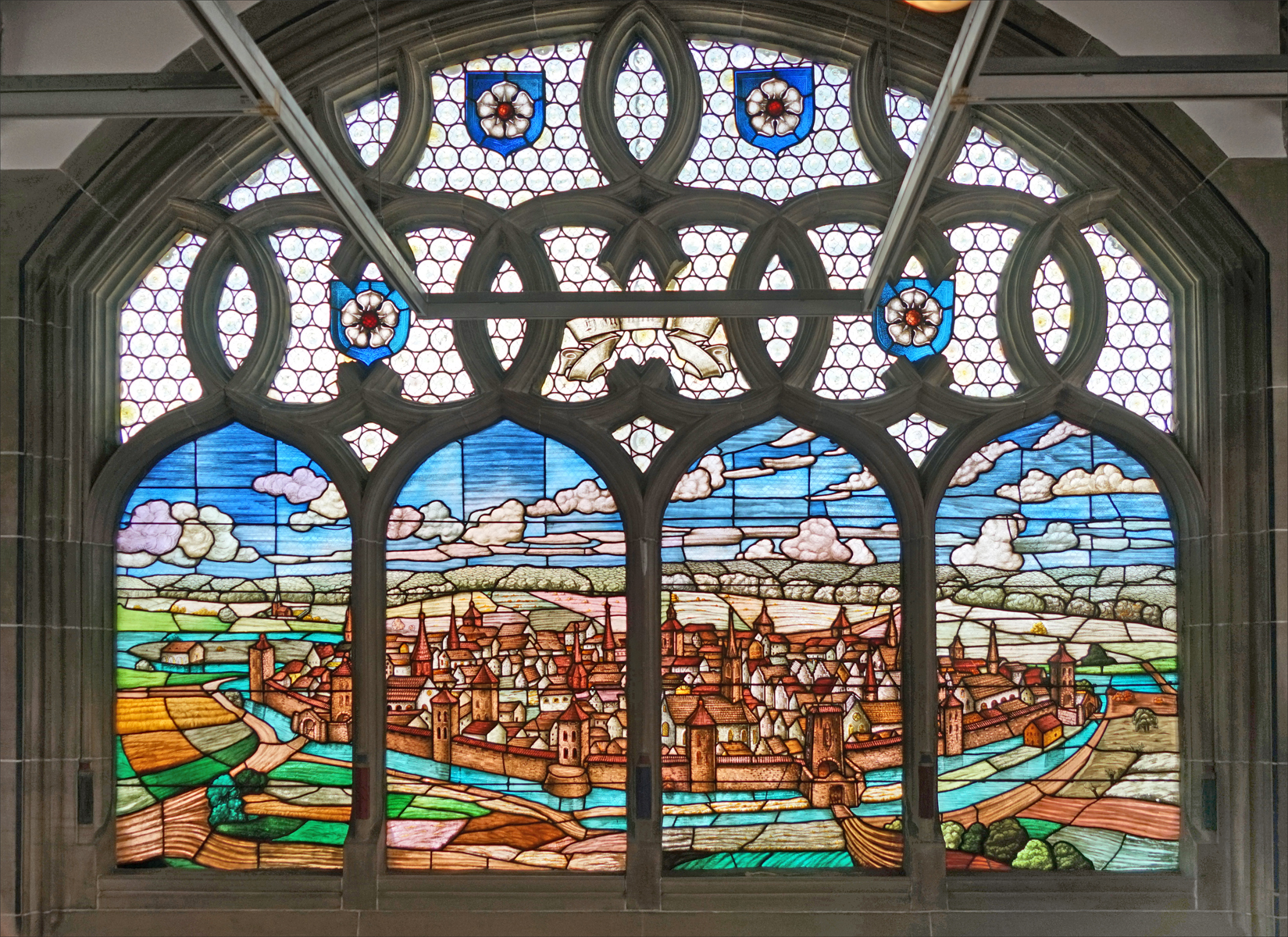
Haguenau en 1622, 11 ans avant la bataille, vitrail du Musée Historique de la ville

## Déroulement
Devant le refus de la Garnison de se rendre, les Lorrains, commandés par Charles IV selon certaines sources, ainsi que par De Florainville s’installent à l’Ouest de Pfaffenhoffen, près de Ringeldorf. Ils supposent que la prise du village sera rapide, vu l’état lamentable de ses fortifications. Le Comte Palatin Christian de Birkenfeld, commandant d’une partie des troupes suédoises assiégeants Haguenau, prévenu au cours de la nuit de l’attaque de Pfaffenhoffen, rassembla immédiatement ses troupes pour venir en aide au village. Le 1er août, le Comte de Birkenfeld, ou le commandant Gustave Horn selon d’autres sources, arrive en renfort avec 10 000 hommes, et établit son campement au Sud et à l’Est du village. Une partie des troupes suédoises est également commandée par Josias Ranzau, futur Maréchal de France.Les Lorrains attaquent les Suédois à Ringeldorf, mais à la suite d'un violent orage, ils doivent abandonner leurs canons sur un terrain extrêmement boueux. Les Suédois perdent de nombreux hommes au cours de l’affrontement avec la cavalerie Lorraine. Cette dernière poursuit une partie de l’armée Suédoise. À la fin de la journée, l’infanterie suédoise charge et les soldats Lorrains restés sur place sont massacrés. L’infanterie Suédoise, soutenue par la garnison de Pfaffenhoffen, écrase également la cavalerie, à son retour de la poursuite. La Bataille fut remportée, certes difficilement, par les Suédois. Ces derniers s'emparent de l’artillerie Lorraine, qui est envoyée à Strasbourg.

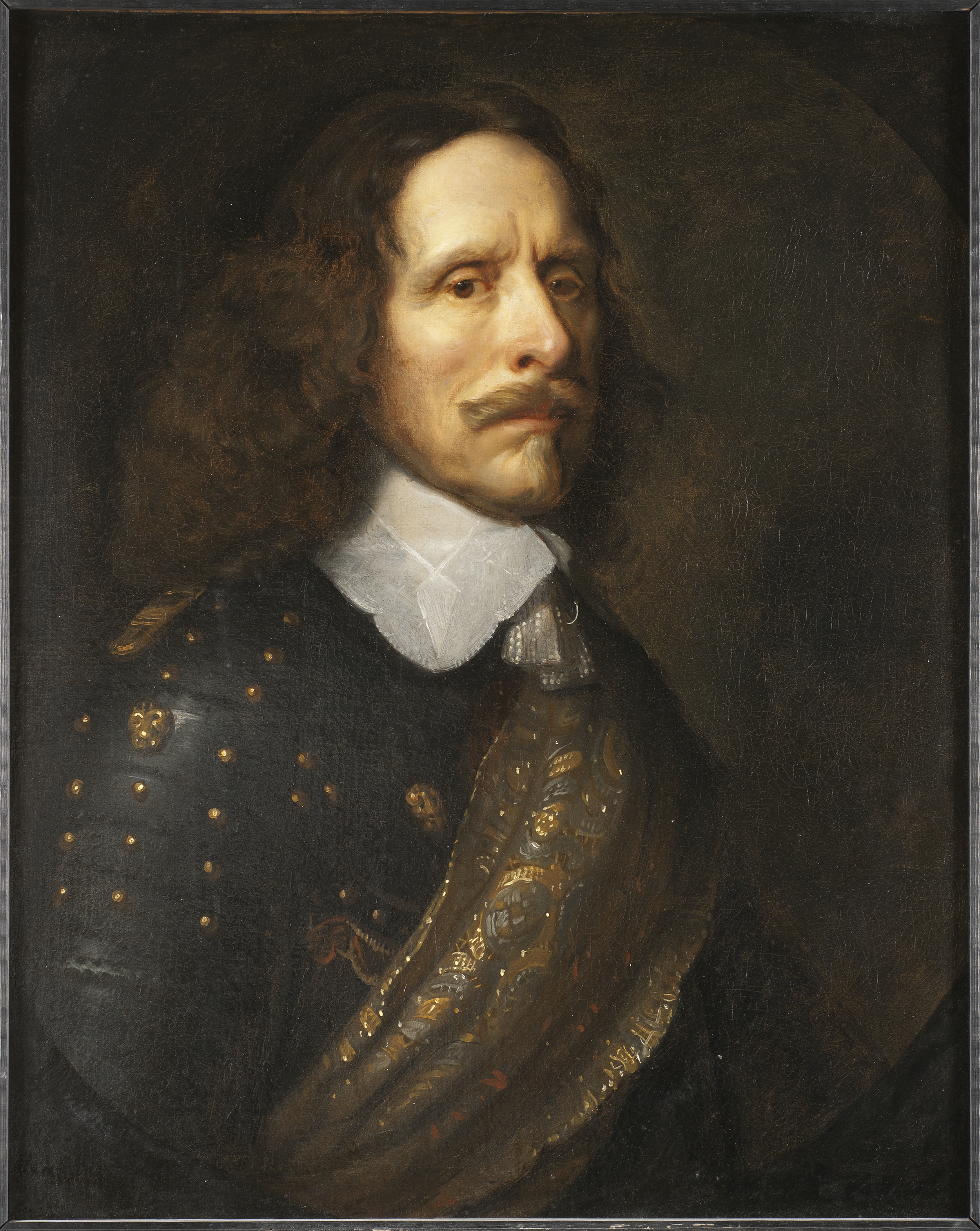
Gustave Horn
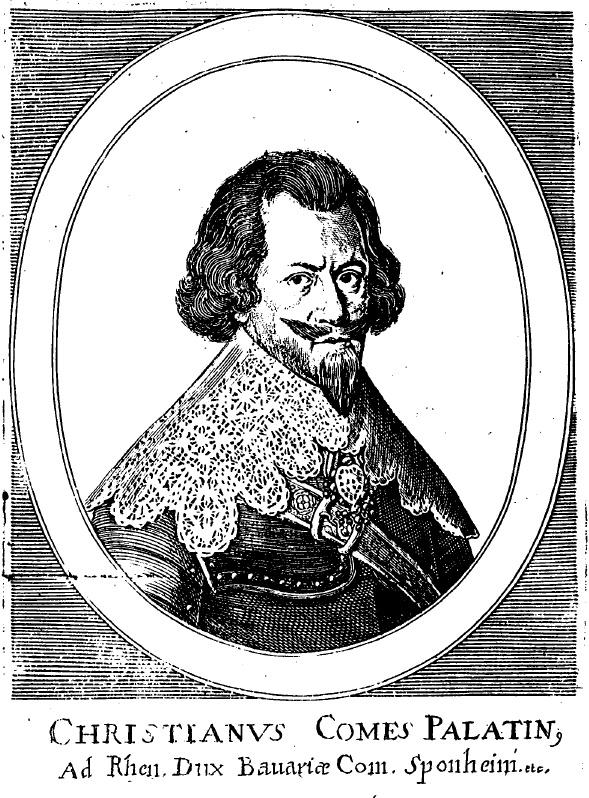
Christian Ier de Birkenfeld
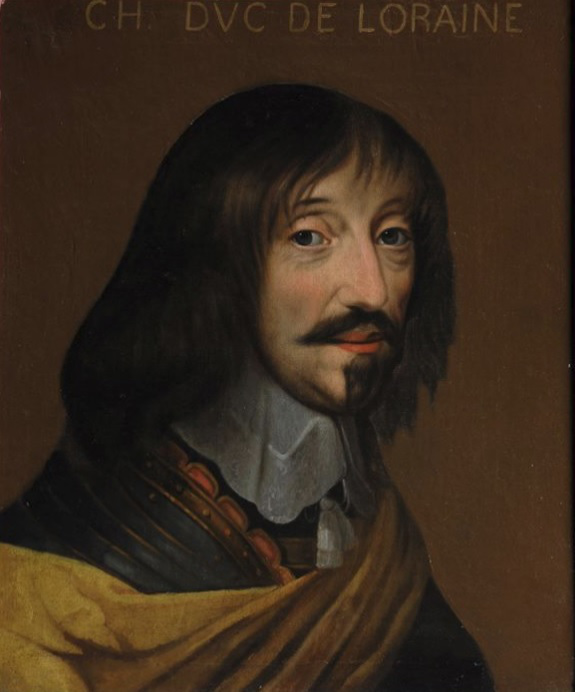
Charles IV de Lorraine
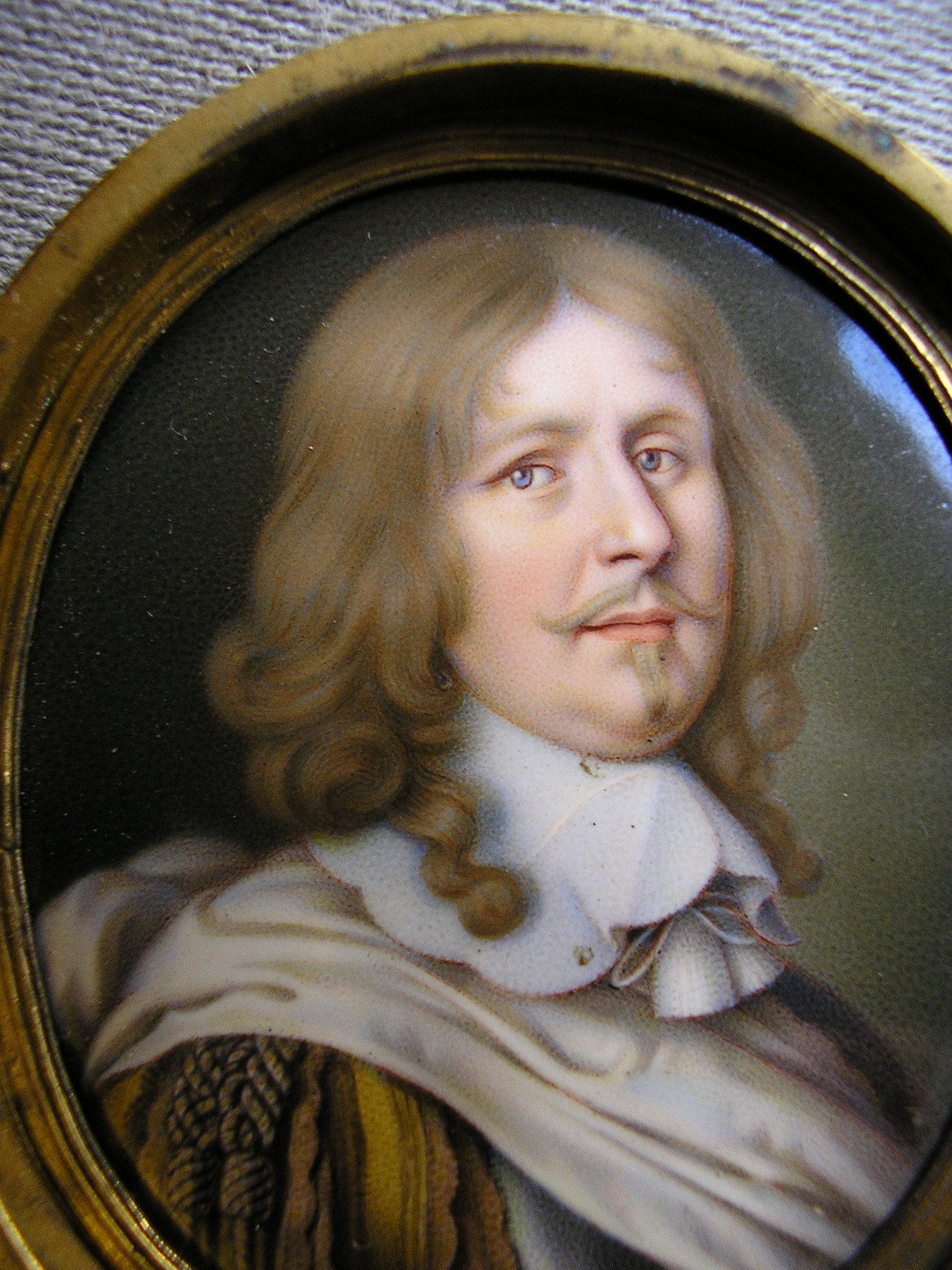
Josias Ranzau

## Conséquences
Forts de cette victoire, les Suédois lèvent le siège de Haguenau et poursuivent leurs offensives en Haute-Alsace. Le 9 octobre 1633, des troupes Lorraines venues de Haguenau s’emparent de Pfaffenhoffen et saccagent le village.